# Cabo Domínguez
Das Cabo Domínguez ist ein Kap der Vega-Insel vor der Nordspitze der Antarktischen Halbinsel. Es liegt unmittelbar südlich des Mahogany Bluff und stellt die östliche Begrenzung der Pastorizo Bay dar.
Argentinische Wissenschaftler benannten das Kap. Der weitere Benennungshintergrund ist nicht überliefert.